# Physharmonica

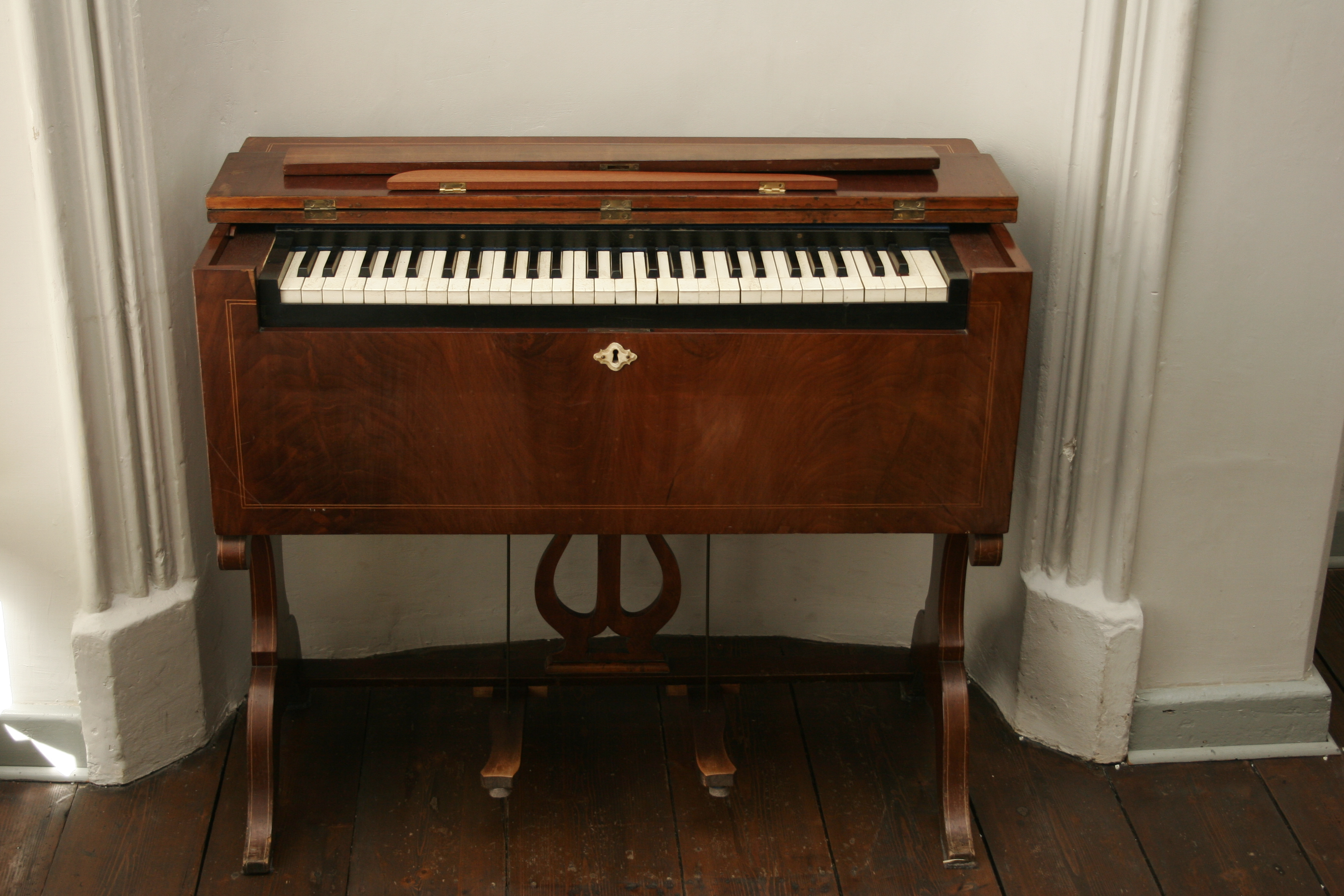
Un physharmonica datant de la première moitié du XIXe siècle de la collection d'Organeum à Weener en Allemagne.

Le physharmonica est un instrument de musique à vent et clavier.
Le physharmonica est un ancien instrument semblable à un harmonium à main, encore en usage en Inde, avec un clavier de type piano. Il existe des petits modèles portatifs de ce modèle comme l'atteste une annonce de la revue Allgemeine musikalische Zeitung datée du 14 avril 1821 : « le maître réalise également de très petites versions qui reposent confortablement sur le bras gauche, et jouées à la main droite ». L'étendue de l'instrument est de si à sol.
Deux modèles de 1825 sont exposés au musée des techniques de Vienne (Inv. no 19480 de 20 touches blanches, et Inv. no 38956).
Parmi les instruments semblables, on observe :
- Aelodikon[2]
- En 1824 Anton Reinlein (en) a également reçu un brevet pour le perfectionnement de cet instrument.
- Instruments à anche libre
- Des instruments construits en France, ressemblant à un accordéon à touches piano moderne surdimensionné, étaient montés sur un support, et on pouvait donc utiliser les deux mains sur le clavier. Les soufflets sont maniés par des pédales et un mécanisme de chaîne. L'instrument n'avait pas de section basse, si bien qu'il ressemblait à un accordéon, et est considéré comme un précurseur de l'harmonium.
- Un tel instrument, fabriqué par Busson et breveté à Paris en 1880, peut être également vu au musée des techniques de Vienne (Inv. no 15289).